# وبستر (فلوریدا)
وبستر (به انگلیسی: Webster) شهری در شهرستان سامتر ایالت فلوریدا است که در سال ۱۹۰۰ بنیان‌گذاری شده‌است. این شهر طبق سرشماری سال ۲۰۱۰ میلادی، ۷۸۵ نفر جمعیت داشته و مساحت آن نیز ۳٫۴ کیلومتر مربع است.